# Asja Lācis
Asja Lācis (russisk: Анна 'Ася' Эрнестовна Лацис, tr. Anna 'Asja' Ernestovna Latsis) (født 19. oktober 1891, død 21. november 1979 i Riga, Letland) var en lettisk bolsjevikisk skuespillerinde og teaterdirektør, som blev berømt for sit proletarteater for børn. I 1922 flyttede hun til Tyskland, hvor hun lærte Bertolt Brecht og Erwin Piscator, at kende, og som hun introducerede for Vsevolod Mejerhold og Vladimir Majakovskij. I 1924 mødte hun Walter Benjamin på Capri.